# Distrito electoral de Maple Grove (condado de Johnson, Nebraska)
Maple Grove (en inglés: Maple Grove Precinct) es un distrito electoral ubicado en el condado de Johnson en el estado estadounidense de Nebraska. En el Censo de 2010 tenía una población de 81 habitantes y una densidad poblacional de 0,86 personas por km².

## Geografía
Maple Grove se encuentra ubicado en las coordenadas 40°18′21″N 96°17′36″O / 40.30583, -96.29333. Según la Oficina del Censo de los Estados Unidos, Maple Grove tiene una superficie total de 93.94 km², de la cual 93.94 km² corresponden a tierra firme y (0%) 0 km² es agua.

## Demografía
Según el censo de 2010, había 81 personas residiendo en Maple Grove. La densidad de población era de 0,86 hab./km². De los 81 habitantes, Maple Grove estaba compuesto por el 100% blancos, el 0% eran afroamericanos, el 0% eran amerindios, el 0% eran asiáticos, el 0% eran isleños del Pacífico, el 0% eran de otras razas y el 0% pertenecían a dos o más razas. Del total de la población el 2.47% eran hispanos o latinos de cualquier raza.